# Пертунмаа
Пертунмаа (фін. Pertunmaa) — громада в провінції Південна Савонія, Фінляндія. Загальна площа території — 454,18 км, з яких 79,75 км² — вода.

## Демографія
На 31 січня 2022 в громаді Нурміярві проживають 1601 чоловік: 830 чоловіків і 771 жінок.
Фінська мова є рідною для 97,8% жителів, шведська — для 0,1%. Інші мови є рідними для 2,1% жителів громади. 
Зміна чисельності населення за роками:  
| Рік  | Чисельність |
| ---- | ----------- |
| 1980 | 2868        |
| 1990 | 2499        |
| 2000 | 2178        |
| 2010 | 1936        |
| 2020 | 1685        |